# Ямчинский, Василий Николаевич
Василий Николаевич Ямчинский (10 февраля 1933, село Сосновка, теперь Олевского района Житомирской области — 1 октября 2008, город Житомир) — советский партийный деятель. Депутат Верховного Совета УССР 10-11-го созывов. Член Ревизионной комиссии КПУ в 1981—1986 г. Кандидат в члены ЦК КПУ в 1986—1990 г. Кандидат экономических наук.

## Биография
В 1958 году окончил Львовский зооветеринарный институт.
В 1958 году вступил в КПСС.
В 1958—1962 г. — зоотехник сахарного комбината; зоотехник, секретарь партийной организации колхоза «Победа»; начальник Андрушевской районной сельскохозяйственной инспекции; секретарь Андрушевского районного комитета КПУ Житомирской области.
В 1962—1966 г. — инструктор сельскохозяйственного отдела Житомирского областного комитета КПУ; начальник Новоград-Волынского производственного управления сельского хозяйства Житомирской области.
В 1966—1972 г. — 1-й секретарь Барановского районного комитета КПУ Житомирской области.
В 1972—1977 г. — секретарь Житомирского областного комитета КПУ.
В 1977—1982 г. — 2-й секретарь Житомирского областного комитета КПУ.
В феврале 1982 — январе 1990 г. — председатель исполнительного комитета Житомирского областного совета народных депутатов.
С 1990 — старший научный сотрудник Ровненской областной опытной сельскохозяйственной станции; начальник отдела, заместитель директора научно-исследовательского Института хмелеводства.

## Награды
- орден Октябрьской революции
- орден Трудового Красного Знамени
- орден Знак Почета
- медали
- заслуженный работник сельского хозяйства Украины (2003)